# 李秀
李 秀（り しゅう、 291年 - 没年不詳）は、西晋から五胡十六国時代にかけての女性武将。字は淑賢。楊娘とも称される。広漢郡郪県（現在の四川省三台県）の出身。曾祖父は李氏の三龍と謳われた李朝。父は南夷校尉･寧州刺史の李毅。兄は朱提郡太守の李釗。夫は漢嘉郡太守の王載。女性でありながら父に代わって寧州を統治し、異民族の襲来から守り抜いた。

## 生涯
代々官吏を輩出している名門の生まれであった。聡明であり、智謀に長けていたという。幼い頃は父の遠征に従い、軍の中に身を置いていた。馬術と弓術を学び、自在に扱えるまでに上達した。また、指南書を読み漁り、兵法にも精通した。そのため、彼女は幼少の身ながら軍中でも非常に信望があった。
成長すると、王載のもとに嫁いだ。軍隊の心得があった為、彼の軍務にも参画した。
永興2年（305年）頃、寧州では天災により連年に渡り凶作が続き、流行性の伝染病も蔓延し、死者数は十万に達した。また、五苓夷（異民族）の勢力は甚だ盛んであり、寧州軍はこれに度々敗れた。官吏・百姓は数多くが交州に避難し、五苓夷は機会に乗じて寧州城に迫った。李毅は病を患い戦闘の指揮を執ることが出来ず、救援道も全て封鎖されて脱出することもできなかった。また、朝廷に上奏して助けを求めたが返答がなく、李毅は間もなく病状悪化により没した。寧州軍はさらに連戦連敗を喫し、五苓夷の統領于陵丞は寧州城下を包囲し、圧力をかけ続けた。城内の食料は尽きかけており、援軍の当てもなく、また軍を統率する者もいなかった為、落城は必至であった。
寧州の官吏達は、李秀が聡明で道理を弁えており、父の風格を備えていたことから、彼女を寧州の盟主に推挙し、戦いの指揮を任せた。李秀は当時まだ15歳であったが、少しも動じる様子を見せず、危急の中でも落ち着き払っていた。一心に軍事教練に努め、将士を鼓舞した。軍民を束ねてひたすら城を固守し、皆で力を合わせて苦難の時を耐え忍んだ。城中の食糧は枯渇したため、鼠を焼き雑草を抜いて食べ、飢えを凌いだ。このような中でも、彼女の軍務・事務は少しも緩む事はなかった。
ある時、敵陣の綱紀が緩んでるのを見ると、自ら鎧を着けて出陣した。機を見極めて攻撃を仕掛けると、敵陣を乱し、多くの軍需物資と食糧を奪い取った。これにより、城内の兵士や住民の生活を改善させ、人心を落ち着かせることが出来た。その後も、李秀は常に自ら先頭に立って軍を統率していたため、城中の士気は大いに鼓舞された。両軍はこの後も争いを続けたが、最終的に李秀は于陵丞を敗走させ、危機を潜り抜けた。だが、依然として寧州の情勢は不安定であった為、引き続き李秀は州全体の統治に当たった。
李秀の活躍が恵帝の耳に入ると、彼女は寧州刺史･南夷校尉に任じられた。また、虎符を授かり58の部族を統治するよう命じられた。李秀は在任中、州民の安寧に努め、域内の動揺を落ち着かせ、異民族をよく帰服させた。その為、彼女は民百姓からも大いに信望を得たという。
永嘉元年（307年）、兄の李釗が寧州にやって来ると、官吏達は寧州の管理事務を李釗へ引き継がせるよう勧め、李秀はこれに応じた。李秀が実質的に寧州を統治したのは約3年間の事であった。これ以降の彼女の事跡は不明であるが、中華徳育故事によると、引き続き父の職務を代行し、30年余りに渡って37の部族を管轄し、諸々の彝族を服従させた。州民の安寧に努め、死ぬまでその職務にあたったという。

## 死後
李秀の死後、人々は大いに嘆き悲しみ、父母を亡くした時の様に祠廟を建立し、季節ごとにこれを祭ったという。後世には尊崇を受けて神霊の人物となった。また、彼女の功績は各王朝からも高く評価された。隋朝では文帝により鎮靖夫人に封じられ、華北でも彼女の功績が広く知れ渡るようになった。唐朝では高祖により鎮靖明恵夫人に封じられた。玄宗は李秀の忠烈に感動し、彼女を忠烈明恵夫人と改封して、忠烈廟という廟号を与えた。李秀の祠廟の前には扁額を下賜し、牌坊を建てさせた。李秀の祠廟は雲南でも最大規模の物であり、最高の建築規格であったという。元の至順2年（1331年）、李秀の祠廟はさらに改修され、太常博士賈賁は文を撰して、祠廟の前の石碑と並立させた。

## 逸話
武徳元年（618年）、唐の高祖が即位した後、爨宏達は長安から雲南へ帰還し、寧州城を鎮守したが、異民族に包囲を受けた。爨氏は李秀の祠へ出向き祈祷を行い、女神の加護を求めた。夜になると、狂ったような暴風雨が吹き荒れた。爨宏達はこれを絶好の好機と捉え、密かに出撃して包囲中の敵軍を壊滅させた。爨氏はこの出来事を李秀の霊験のおかげであると喜び、この出来事を朝廷へ上奏した。これを受けて朝廷は、李秀を鎮靖明恵夫人に封じたという。